# علم و فناوری در چین

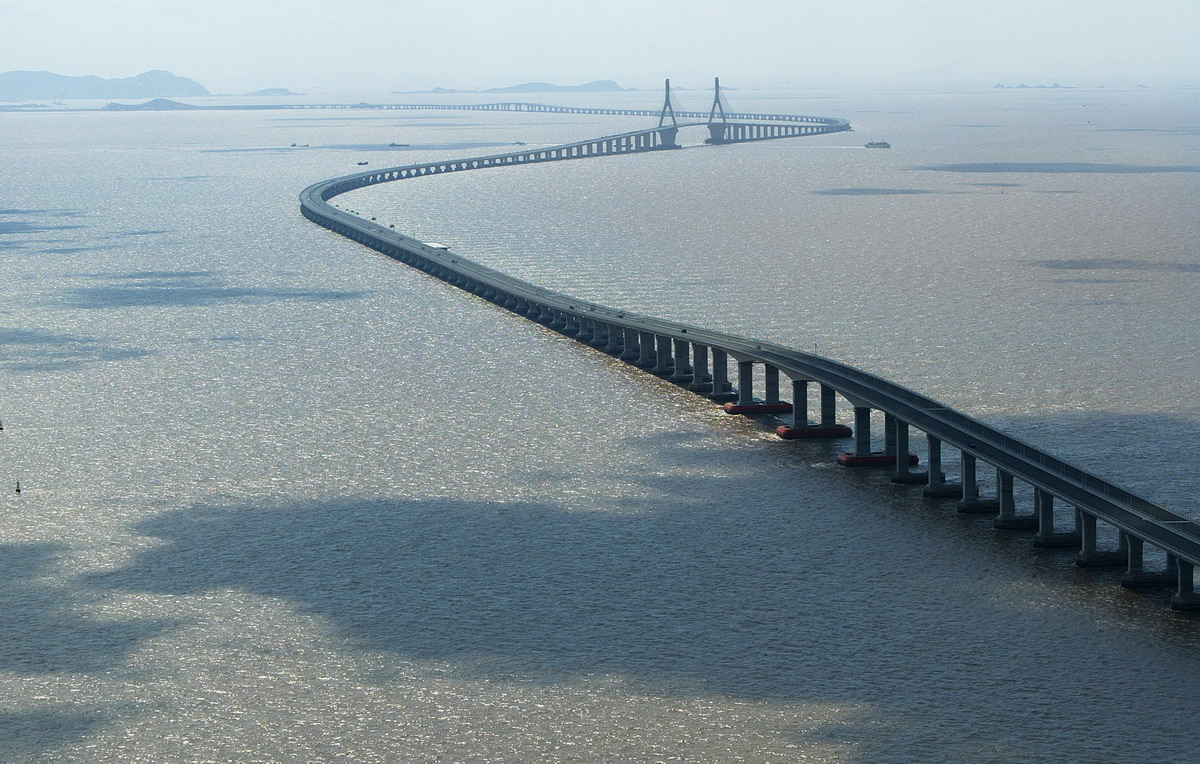
پل دونگهای

علم و فناوری در چین با سرعت در دهه ۱۹۸۰ تا دهه ۲۰۱۰ توسعه یافته و دستاوردهای بزرگی در علم و فناوری در این کشور از دهه ۱۹۸۰ حاصل شده‌است. از دهه ۱۹۸۰ تا دهه ۱۹۹۰ دولت چین به طور متوالی «برنامه ۸۶۳» و «استراتژی جوان‌سازی کشور از طریق علم و آموزش» را راه‌اندازی کرد که توسعه و پیشرفت علم و فناوری چین را بسیار ارتقا داد.